# 侏袋貂属
侏袋貂屬（學名：Cercartetus），又名矮袋貂屬，是侏袋貂科下的一屬，為一類有袋類哺乳動物。而與侏袋貂屬同科的動物尚有山袋貂屬。

## 物種
- 長尾侏袋貂 Cercartetus caudatus
- 西南侏袋貂 Cercartetus concinnus
- 美麗侏袋貂 Cercartetus lepidus
- 侏袋貂 Cercartetus nanus